# Zizurkil
Zizurkil község Spanyolországban, Gipuzkoa tartományban. Zizurkil Donostia-San Sebastián, Aduna, Aia, Andoain, Villabona, Anoeta és Asteasu községekkel határos. Lakosainak száma 2970 fő (2024).

## Népesség
A település népessége az utóbbi években az alábbiak szerint változott:
| Lakosok száma | 2889 | 2855 | 2861 | 2797 | 2797 | 2997 | 2997 | 3002 | 3001 | 2970 |
|               | 2001 | 2004 | 2006 | 2009 | 2011 | 2014 | 2016 | 2019 | 2021 | 2024 |